# Aníta Hinriksdóttir

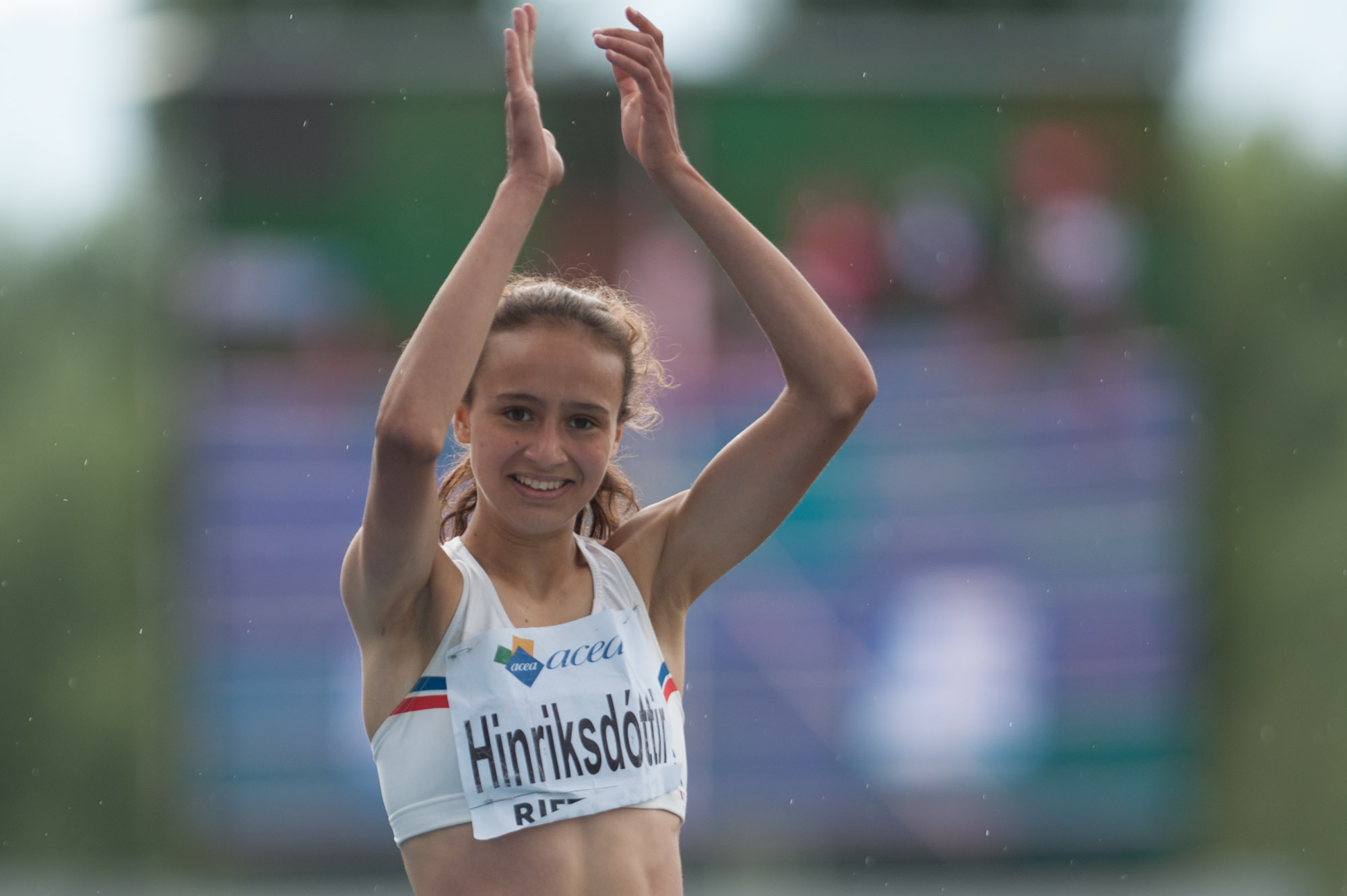
Aníta Hinriksdóttir 2013.

Aníta Hinriksdóttir, född 13 januari 1996 i Reykjavík, är en isländsk medeldistanslöpare. Hinriksdóttir tävlar främst på distansen 800 meter. Hon är sedan 2013 innehavare av det isländska rekordet på distansen med 2:00.49.